# Ehrendal Södra naturreservat
Ehrendal Södra naturreservat är ett naturreservat i Gnesta kommun  i Södermanlands län.
Området är naturskyddat sedan 2025 och är 128 hektar stort. Reservatet ansluter i sydväst till naturreservatet Vargmossarna och består av gammal tallskog och barrblandskog.